# Traicionera (película)
Traicionera es una película musical mexicana de 1950 escrita y dirigida por Ernesto Cortázar y protagonizada por Rosa Carmina y Fernando Fernández. Esta cinta está inspirada en el bolero homónimo de Gonzalo Curiel.

## Argumento
La vedette Raquel (Rosa Carmina) y Carlos (Fernando Fernández), un hombre comprometido, se enamoran. Sin embargo, presionado por los deberes morales él decide regresar con su novia Malena (Alicia Neira). Carlos termina por casarse con Malena. Despechada, Raquel decide vengarse de Carlos y se acerca a la madre de él, Doña Mariquita (Josefina Escobedo), a quién envuelve con mentiras en contra de su hijo y de su nueva esposa.

## Reparto
- Rosa Carmina ... Raquel
- Fernando Fernández ... Carlos
- Alicia Neira ... Malena
- Dagoberto Rodríguez ... Guillermo
- Josefina Escobedo ... Doña Mariquita
- Mimí Derba ... Doña Juana
- Víctor Alcocer ... Don Víctor
- Óscar Ortiz de Pinedo ... Luis

## Comentarios
Primera cinta de la rumbera cubana Rosa Carmina con Producciones Rosas Priego. El productor Alfonso Rosas Priego coloca a la actriz en un tipo de películas muy distintas a las realizadas por Juan Orol. Fue la primera cinta de Rosa Carmina y Fernando Fernández como pareja fílmica. En algún momento realizarían dos cintas más: Viajera (1952) y Estrella sin luz (1953.